# 生石村 (岡山県)
生石村（おいしむら）は、岡山県吉備郡にあった村。現在の岡山市北区の一部にあたる。

## 地理
足守川（笹ヶ瀬川）の中流域に位置していた。

## 歴史
- 1889年（明治22年）6月1日、町村制の施行により、賀陽郡三手村、小山村、門前村、福崎村、高塚村、田中村、下土田村が合併して村制施行し、生石村が発足[1][2]。旧村名を継承した三手、小山、門前、福崎、高塚、田中、下土田の7大字を編成[2]。
- 1900年（明治33年）4月1日、郡の統合により吉備郡に所属[1][2]。
- 1955年（昭和30年）1月1日、吉備郡高松町、都窪郡加茂村と合併し、高松町が存続して廃止された[1][2]。合併後、高松町大字三手・小山・門前・福崎・高塚・田中・下土田となる[2]。

## 産業
- 農業[2]
- 産物：米、麦、藺草、葉煙草、マスカット[2]

## 教育
- 1895年（明治28年）庄内尋常小学校を設置[2]。